# Copa Montevideo 1953
De Copa Montevideo 1953 was de eerste editie van deze internationale vriendschappelijke voetbalcompetitie, die in de Uruguayaanse hoofdstad Montevideo werd gespeeld. Er deden deelnemers uit zes verschillende landen mee. Thuisploeg Club Nacional de Football werd winnaar van het toernooi.

## Deelnemers
Aan de eerste editie van de Copa Montevideo deden acht ploegen uit zes Europese en Zuid-Amerikaanse landen mee.
| Land        | Deelnemer                 | Resultaat nationale competitie                        |
| ----------- | ------------------------- | ----------------------------------------------------- |
| Uruguay     | Club Nacional de Football | Kampioen (1952)                                       |
| Uruguay     | CA Peñarol                | Tweede                                                |
| Brazilië    | Fluminense FC             | Derde (Rio de Janeiro 1952) + Winnaar Copa Rio (1952) |
| Brazilië    | Botafogo FR               | Vijfde                                                |
| Chili       | CSD Colo-Colo             | Tweede (1952)                                         |
| Joegoslavië | GNK Dinamo Zagreb         | Vierde (1952)                                         |
| Oostenrijk  | First Vienna FC           | Derde (1951/52)                                       |
| Paraguay    | Club Presidente Hayes     | Kampioen (1952)                                       |

## Toernooi-opzet
De acht deelnemende clubs speelden een halve competitie: elke ploeg speelde eenmaal tegen elk van de zeven overige deelnemers. De ploeg die het meeste punten behaalde werd winnaar van het toernooi. Alle wedstrijden werden in het Estadio Centenario gespeeld.

### Competitieverloop
Tijdens de openingswedstrijden op 17 januari stonden de twee Europese deelnemers tegenover elkaar: First Vienna FC wist die wedstrijd met het kleinste verschil te winnen van GNK Dinamo Zagreb. Thuisploeg CA Peñarol won van Club Presidente Hayes. Drie dagen later won ook Club Nacional de Football - de andere thuisploeg - hun eerste wedstrijd door CSD Colo-Colo te verslaan.
Botafogo FR won hun eerste wedstrijd tegen Peñarol en versloeg twee dagen later ook Dinamo Zagreb. First Vienna leed na een overwinning op Colo-Colo hun eerste puntenverlies tegen Fluminense FC (gelijkspel) en hun eerste nederlaag drie dagen daarna tegen Botafogo. Die ploeg behaalde tegen Presidente Hayes vervolgens op 31 januari ook hun vierde overwinning. Peñarol won op diezelfde dag van Fluminense. Het toernooi was toen ongeveer halverwege: Botafogo (8 punten) en Nacional (6 punten) hadden al hun wedstrijden gewonnen. Peñarol (6 punten) had drie van de vier duels gewonnen. Voor Colo-Colo, Dinamo Zagreb en Presidente Hayes was het op dat moment al niet meer mogelijk om de eerste plaats te bemachtigen.
Op 1 februari won Nacional van First Vienna, waardoor ook de Oostenrijkers werden uitgeschakeld voor de eindwinst. Twee dagen daarna won Botafogo het Braziliaanse onderonsje met Fluminense. Dit resultaat elimineerde ook Flusão als kanshebber. De Uruguyaanse Superclásico vond plaats op 4 februari: Nacional versloeg Peñarol met 2–1. Hierdoor waren alleen Botafogo en Nacional nog in de strijd om toernooiwinst.
Het onderlinge treffen tussen Nacional en Botafogo op 8 februari resulteerde in een 1–0 overwinning voor Nacional. Omdat Botafogo drie dagen later gelijkspeelde tegen Colo-Colo konden zij Nacional niet meer inhalen. Voorafgaand aan de slotwedstrijd tussen Nacional en Fluminense kon de Tricolores de eindoverwinning al niet meer ontgaan. Doordat die wedstrijd eindigde in een doelpuntloos gelijkspel behaalde Nacional echter niet de maximale score.

### Eindstand
|    | Club                      | Sp. | W | G | V | Pnt. | DV | DT | DS  |
| -- | ------------------------- | --- | - | - | - | ---- | -- | -- | --- |
| 1. | Club Nacional de Football | 7   | 6 | 1 | 0 | 13   | 15 | 5  | +10 |
| 2. | Botafogo FR               | 7   | 5 | 1 | 1 | 11   | 14 | 5  | +9  |
| 3. | CA Peñarol                | 7   | 5 | 0 | 2 | 10   | 14 | 7  | +7  |
| 4. | First Vienna FC           | 7   | 3 | 1 | 3 | 7    | 13 | 12 | +1  |
| 5. | Fluminense FC             | 7   | 2 | 3 | 2 | 7    | 7  | 6  | +1  |
| 6. | GNK Dinamo Zagreb         | 7   | 1 | 2 | 4 | 3    | 6  | 10 | –4  |
| 7. | CSD Colo-Colo             | 7   | 1 | 1 | 5 | 3    | 11 | 20 | –9  |
| 8. | Club Presidente Hayes     | 7   | 0 | 1 | 6 | 1    | 4  | 18 | –14 |

| Winnaar Copa Montevideo 1953       |
| ---------------------------------- |
| Club Nacional de Football 1e titel |

### Uitslagen
In onderstaande tabel staan de resultaten van de deelnemende ploegen op volgorde van het eindklassement:
|                           | Nac | Bot | Peñ | FV  | Flu | Din | Col | Hay |
| ------------------------- | --- | --- | --- | --- | --- | --- | --- | --- |
| Club Nacional de Football |     | 1–0 | 2–1 | 3–1 | 0–0 | 3–1 | 4–1 | 2–1 |
| Botafogo FR               |     |     | 1–0 | 2–0 | 2–1 | 3–2 | 2–2 | 4–0 |
| CA Peñarol                |     |     |     | 2–0 | 2–0 | 2–1 | 5–2 | 2–1 |
| First Vienna FC           |     |     |     |     | 1–1 | 1–0 | 5–4 | 5–0 |
| Fluminense FC             |     |     |     |     |     | 0–0 | 3–0 | 2–1 |
| GNK Dinamo Zagreb         |     |     |     |     |     |     | 1–0 | 1–1 |
| CSD Colo-Colo             |     |     |     |     |     |     |     | 2–0 |
| Club Presidente Hayes     |     |     |     |     |     |     |     |     |

1953 ·
1954 ·
1969 ·
1970 ·
1971